# Amorim
Amorim is een plaats (freguesia) in de Portugese gemeente Póvoa de Varzim en telt 2856 inwoners (2001).

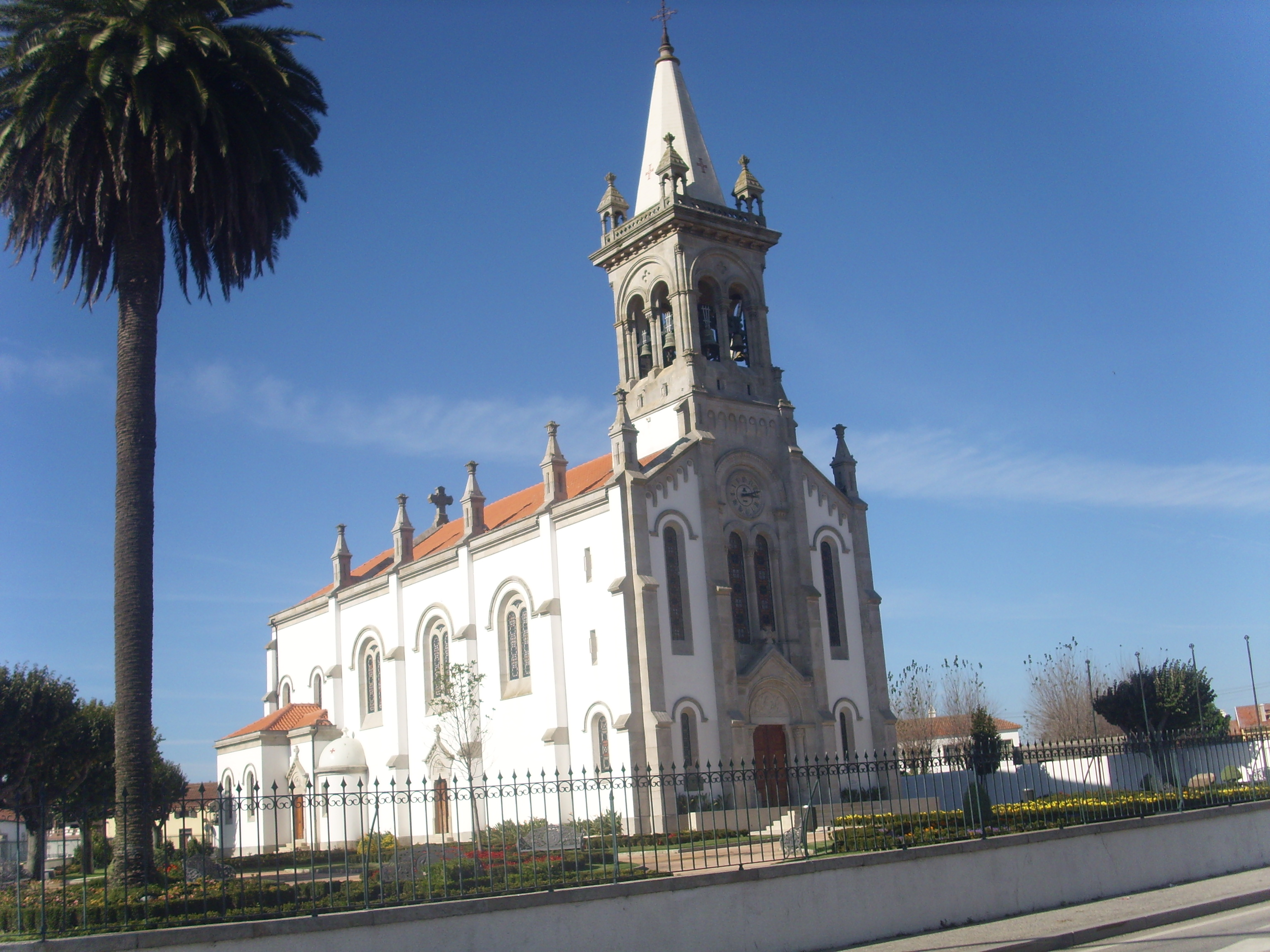
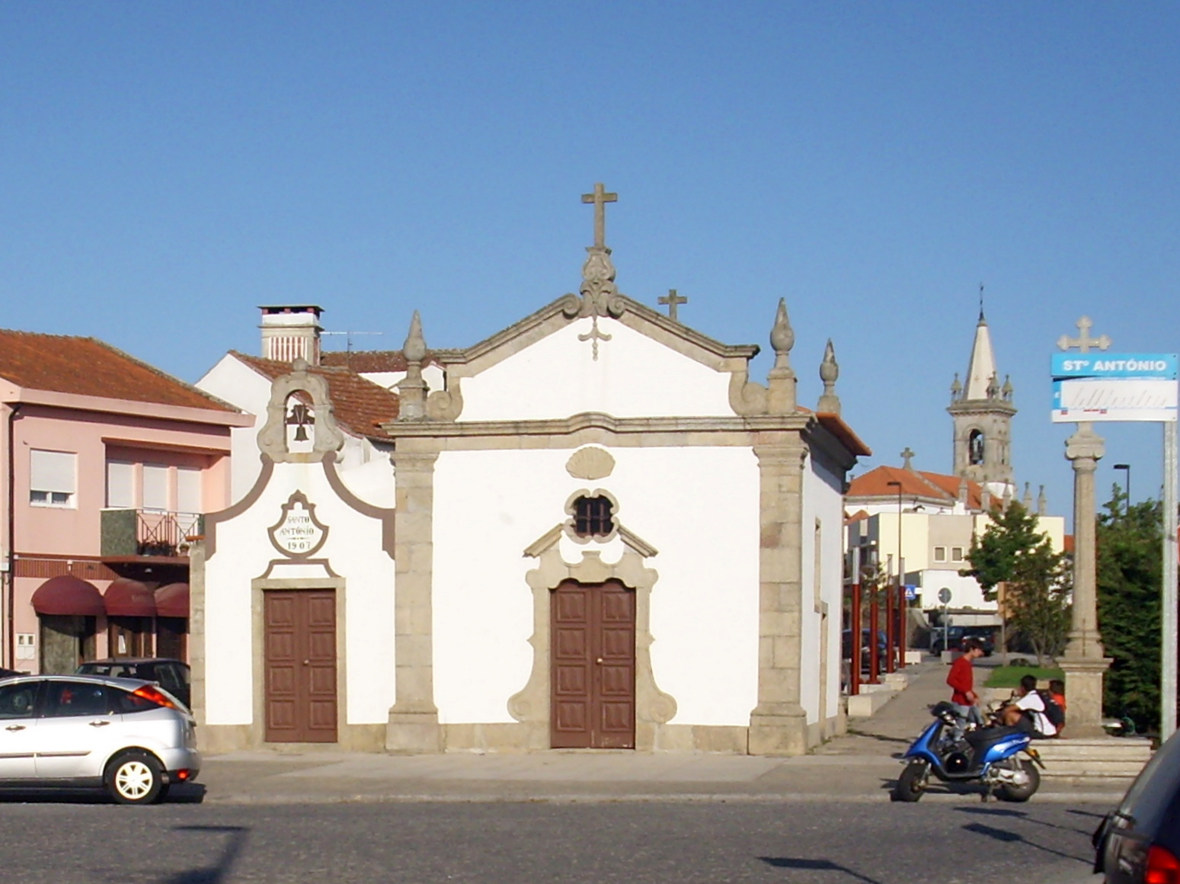
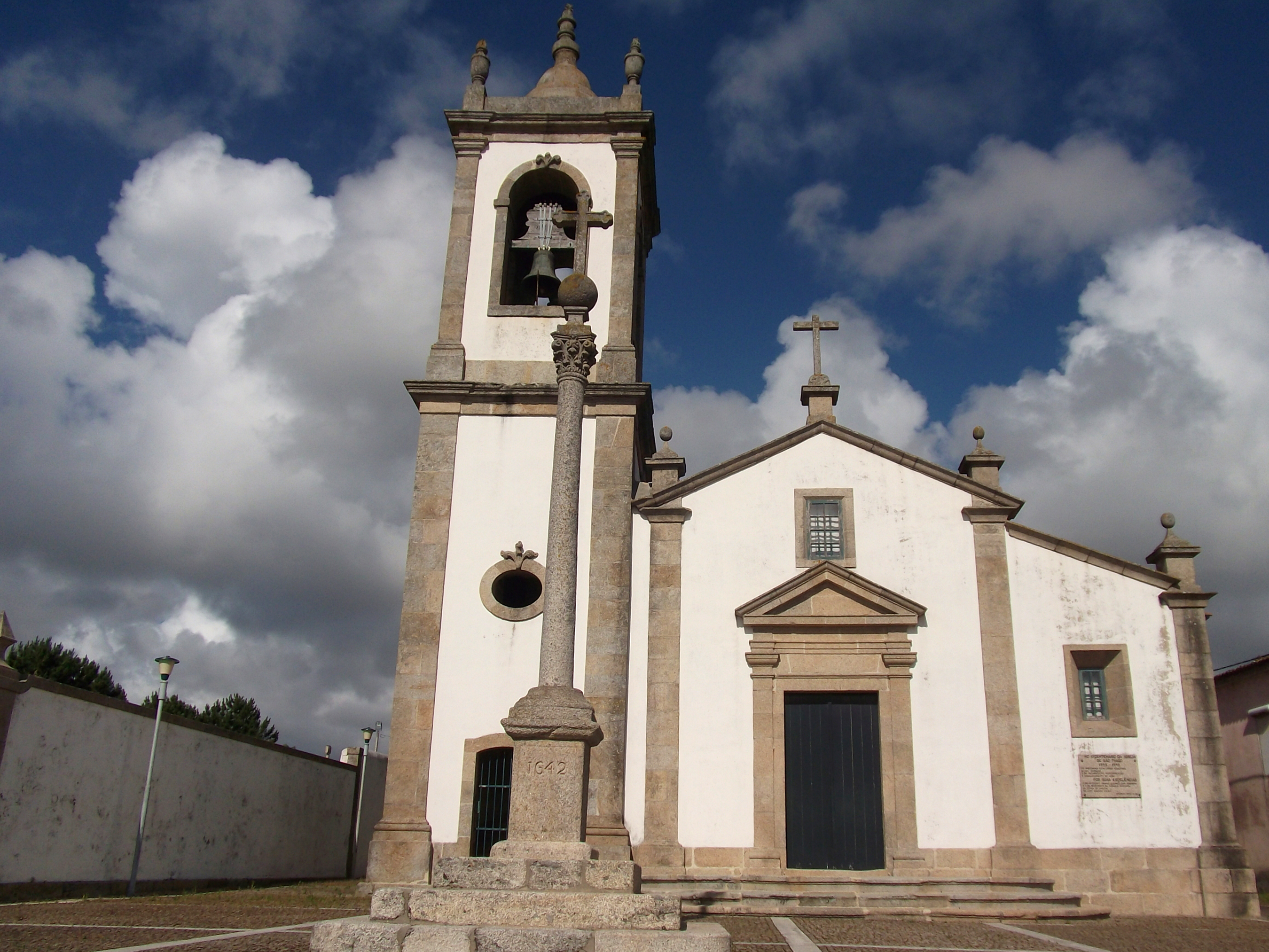
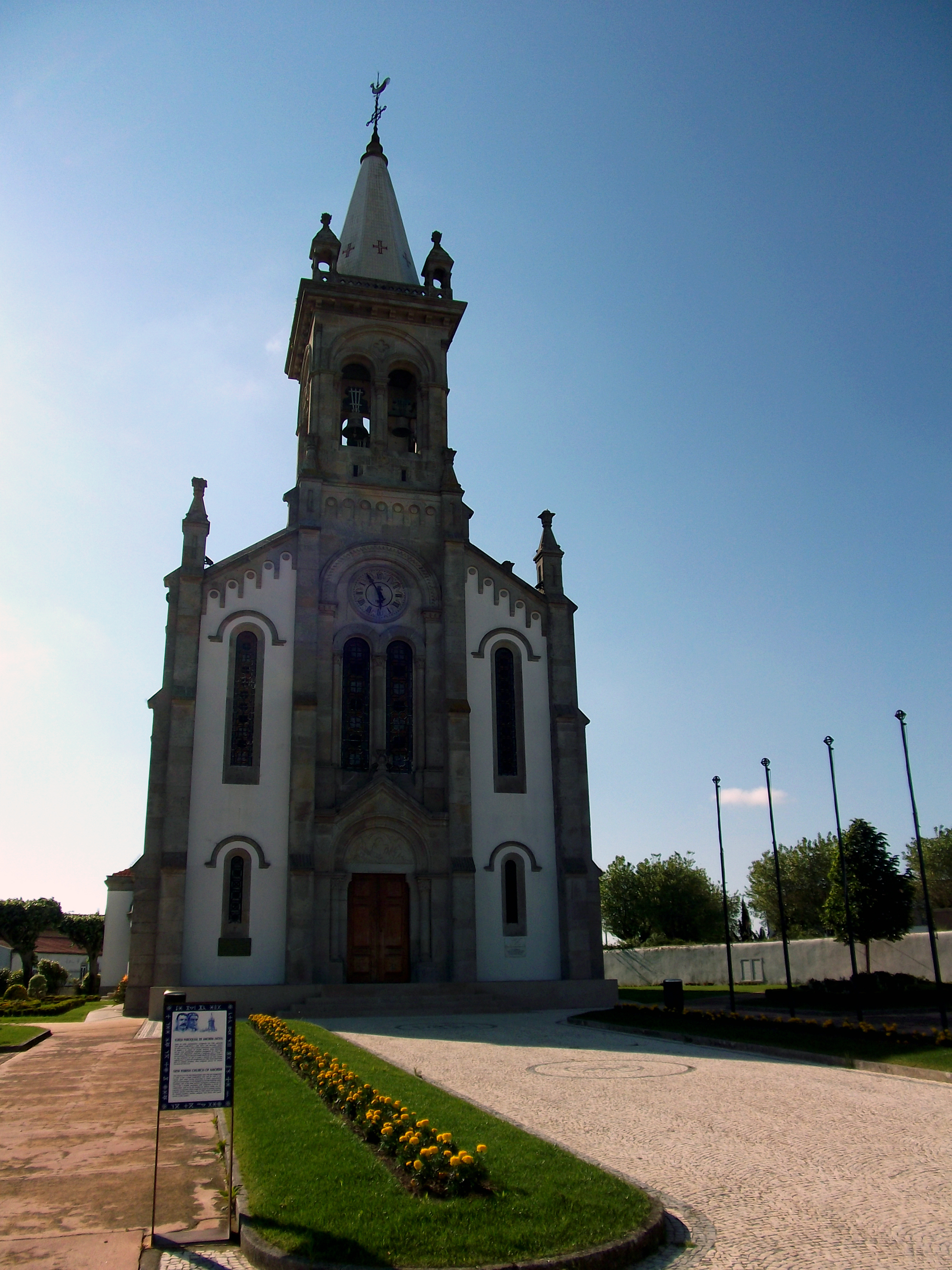